# Marcel Arnac
Pour les articles homonymes, voir Arnac (homonymie).
 (novembre 2018).

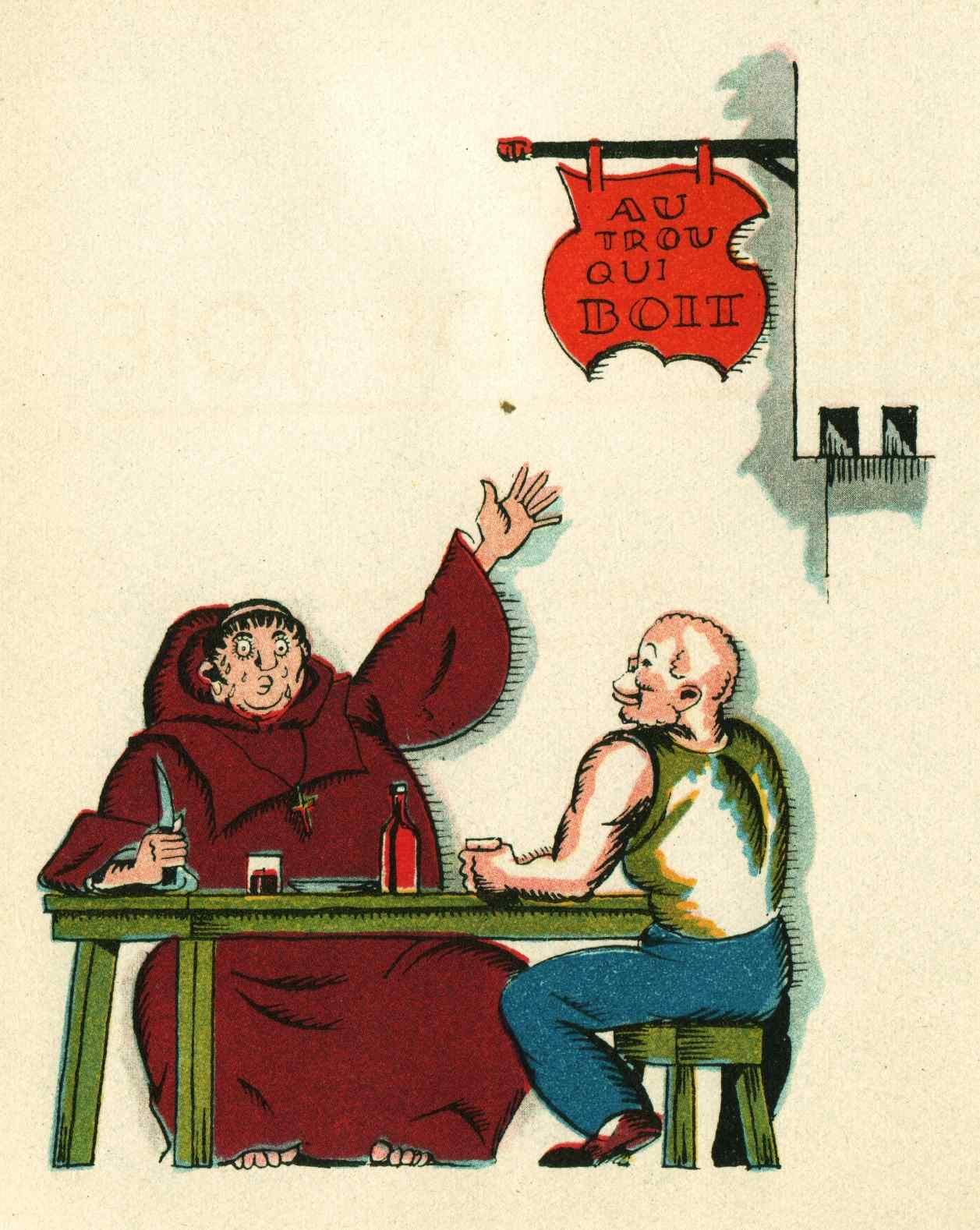
Frontispice du Brelan de Joie

Marcel Arnac, né Marcel Fernand Louis Bodereau le 10 octobre 1886 à Paris 11e et mort le 25 août 1931 à Nanterre, est un écrivain, illustrateur et humoriste, un des précurseurs de la bande dessinée sous la forme de roman graphique.

## Biographie
Il collabore à de nombreux journaux comme L'Illustré national (1903-1910), Le Sourire (1907), Le Bon Vivant (1907-1910), L'Épatant, Touche à tout (1908), Le Pêle-Mêle (1908-1910), L'Almanach des Gourmands (1909), La Vie de garnison (1909-1920), Le Vivant (1910-1911), Le Cri-cri, L'Intrépide (1911), Romans militaires (1912), Pages de Gloire (1912), L'Inédit (1912-1914), La Boxe et les Boxeurs (1913), Le Pays de France (1915), La Baïonnette (1915-1919), Fantasio (1915-1924), Le Rire (1915-1931), Le Tord Boyau, Le Petit Parisien (1916), Le Régiment (1916-1917), Le Journal (1916-1930), qui lui commanda un dessin par semaine, Drôle de vie, Les On-dit (1917), Le Canard enchaîné (1918), Le Petit Journal (1918-1921), Paris-Midi (1919), Le Merle blanc (1919-1924), La Vie Parisienne (1919-1930), Le Petit Monde (1920), Carnet de la semaine (années 1920), Ric et Rac (1929-1931), Bagatelle (1930), Candide, Les Belles Images, L'Intransigeant, La France de Bordeaux, L'Œuvre, L'Excelsior, Les Échos…
Il existe des traductions en allemand et en anglais de Marcel Arnac, comme Private Memoirs of a Profiter (éd. Walden, New York, 1939), ou Ein Herz und Zwei Strohmattent, adapté au cinéma en Allemagne en 1934, ou Thirty-Six Inches of Adventure (Planet, New York, 1930, trad. Louis Colman), etc.
Il mène également une carrière de dessinateur publicitaire et est le scénariste de trois courts métrages de la série réalisée par Georges Monca qui a pour héros le personnage comique de Rigadin incarné à l'écran par Charles Prince.
Sa première femme meurt dans un accident d'automobile. Il se remarie avec Blanche Gallaud, fille de Zo d'Axa, dont il a une fille, la comédienne et chanteuse Béatrice Arnac.
Il présente Buster Keaton en France. Il est ensuite invité aux États-Unis pour une tournée de conférences universitaires sur l'humour, mais sa mort brutale empêche ce projet de se réaliser. C'est Marcel Achard qui le remplace.
Il meurt le 24 août 1931, tué par un éclat de fonte qui tombe sur sa maison à la suite de l'explosion de l'usine d'élévation des eaux de Suresnes. Sa fille avait 4 mois.

## Œuvre

### Proses

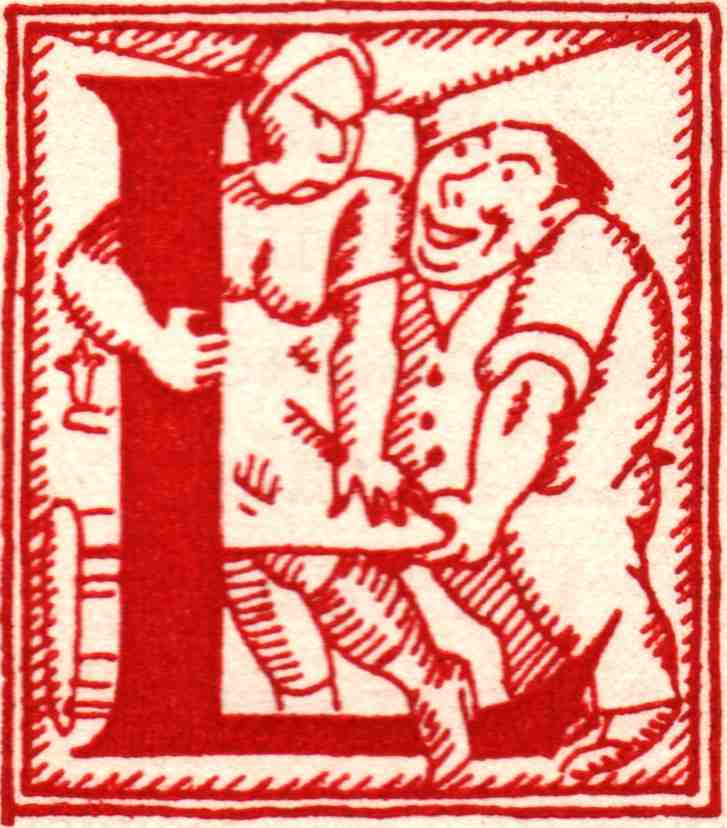
Lettrine : Illustration du livre le Brelan de Joie (sur l'édition Athena de 1945, édition originale Grasset 1924), page 201

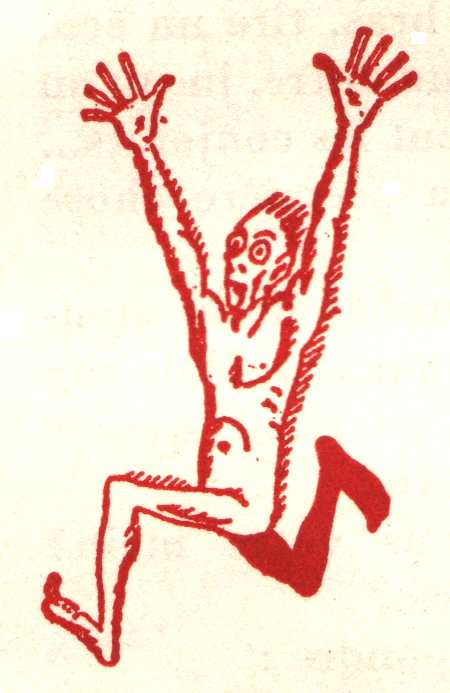
Illustration du livre le Brelan de Joie

- L’Inénarrable Voyage de la Famille Lempaillé (1913)
- Les Exploits sportifs et tordants d’Isidore Flapi (1917)
- La Vie et les Aventures de Guenille, Biffin et Pattefolle réédition De Varly éditions 2020.
- Les Désopilantes Aventures de Trouillet Détective (1918)
- Mendigots (1918)
- Le Sire de Robidaine (1920)
- Sylvain, la femme nue et les fantoches (1923)
- Le Brelan de joie, Grasset Paris (1924)
- Les Amours de Tringle et Cie (1925)
- 83 centimètres d’aventures, éd. Georges Anquetil, 1925 - rééd. Agence parisienne de Distribution, 1950
- Ce qu'il faut savoir pour ne pas passer pour une andouille. Encyclopédie à l'usage des grands enfants… - Paris, Javal et Bourdeaux, éditeurs, 1927
- Loin des mufles, Flammarion (1927)
- Saint-Lettres, Grasset (1928)
- La Farce de l’île déserte, La nouvelle société d’édition, Paris (s.d. 1928)
- À l’héritage, ou les Vacances singulières (1929)
- La Vie romancée de M. Braise (éd. Montaigne, 1929)
- Madame Diogène (Les maîtres du roman, 1930, 1er tirage 10 000 exemplaires)
- L’Amour au miroir (éd. des Portiques, 1930)
- Un cœur et deux paillassons (1930)[4]
- Défense de rire (s.d.)
- Le Dictionnaire des sports
- Les Mémoires de monsieur Coupandouille 1859-1931, roman animé, éd. Montaigne (1931), son dernier livre. Réédition De Varly éditions en 2012 : Préface de Béatrice Arnac, postface d’Yves Frémion.

### Illustrations
- Œuvres de François Villon, Javal & Bourdeaux, Paris (1928)
- Les Dames galantes de Brantôme
- Thermidor de Godard d'Aucouri préfacé par Guy de Maupassant

### Filmographie

#### En tant que scénariste
- 1914 : Rigadin trouve un bouton de Georges Monca
- 1916 : Rigadin n'aime plus le cinéma court métrage muet français réalisé par Georges Monca, avec Charles Prince dans le rôle-titre
- 1917 : Le Fluide de Rigadin, court métrage muet français réalisé par Georges Monca, avec Charles Prince dans le rôle-titre
- 1918 : Rigadin aimé de sa dactylo, court métrage muet français réalisé par Georges Monca, avec Charles Prince dans le rôle-titre

#### Adaptations au cinéma
- 1934 : Heinz im Mond, film allemand réalisé par Robert A. Stemmle, d'après le roman Un cœur et deux paillassons, avec Heinz Rühmann et Rudolf Platte
- 1939 : Circonstances atténuantes, film français réalisé par Jean Boyer, d'après le roman  À l’héritage, ou les Vacances singulières, avec Michel Simon et Arletty, musique de Georges van Parys
- 1945 : Steppin' in Society, film américain réalisé par Alexander Esway, d'après le roman  À l’héritage, ou les Vacances singulières, avec Edward Everett Horton et Gladys George
- 1958 : Le Tombeur, film français réalisé par René Delacroix, d'après le roman Un cœur et deux paillassons, avec Jacques Jouanneau et Raymond Bussières